# Rallicula mayri
O frango-da-selva-escuro, nome cientifico: Rallicula mayri é uma espécie de ave da família Sarothruridae. Antes foi designada Rallina mayri da família das Rallidae.
Pode ser encontrada nos seguintes países: Indonésia e Papua-Nova Guiné.